# Tan See Han
Tan See Han (1910 – ?) holland-indiai válogatott kínai származású indonéz labdarúgócsatár. Az első ázsiai válogatott tagja, amely világbajnokságon szerepelt.

## Pályafutása
A Tiong Hoa Soerabaja csapatában szerepelt. 1938. májusában a franciaországi világbajnokságra utazó keret tagja volt. A keret először Hollandiában töltött hosszabb időt és két előkészületi mérkőzésen szerepelt holland klubcsapatok ellen (HBS Deen Haag, HFC Harleem). Cserejátékos volt 1938. június 5-én Reims-ben a magyar válogatott elleni világbajnoki
nyolcaddöntőben, ahol csapata 6–0-s vereséget szenvedett és búcsúzott a további küzdelemtől. Június 26-án Amszterdamban a holland válogatott ellen léptek pályára barátságos mérkőzésen, ahol 9–2-es vereséget szenvedtek és ő ismét a kispadon kapott helyet.